# 1306
1306 (MCCCVI) a fost un an obișnuit al calendarului iulian, care a început într-o zi de luni.

## Evenimente
- 6-7 ianuarie: Tulburări politice la Genova, ca urmare a prea marii puteri obținute de familia Spinola; în cele din urmă, Opizzimo Spinola devine "căpitan al poporului", alături de Barnado Doria, iar gueflii sunt alungați din oraș.
- 10 aprilie: Orașul Pistoia capitulează în fața forțelor florentine conduse de condottierul Morello Malaspina, după un asediu de aproape un an.
- 19 iunie: Bătălia de la Methven. Trupele engleze ale contelui de Pembroke înfrâng pe cele scoțiene ale lui Robert Bruce; cel din urmă este exilat din Scoția.
- 21 iunie: Regele Filip al IV-lea Cel Frumos izgonește pe toți evreii (circa 100.000) de pe cuprinsul Franței și le confiscă proprietățile; aceștia se refugiază în Spania.
- 4 august: Regele Vaclav al III-lea al Boemiei este asasinat de un nobil din Olomouc; lipsit de urmași ai săi, statul ceh este revendicat de Albert de Habsburg; stingerea dinastiei Piaștilor.
- 1 septembrie: Ladislau I, devenit duce de Cracovia, luptă împotriva armatei Brandenburgului și ocupă Pomerania și orașul Gdansk.

### Nedatate
- Confreriile profesionale sunt abolite în Franța, printr-o ordonanță regală.
- Douwa se desprinde de sub autoritatea Ciagatailor, formând un stat mongol independent, cuprinzând Transoxiana, Turkistanul oriental și valea râului Illi.
- Jacques de Molay refuză proiectul papei Clement al V-lea de fuziune a templierilor cu ospitalierii.
- Raid al mongolilor asupra Indiei.
- Regele Iacob al II-lea al Aragonului primește din partea papei Clement al V-lea Corsica și Sardinia ca feude.

## Arte, științe, literatură și filosofie
- 27 ianuarie: Întemeierea Universității din Orléans, pentru predarea dreptului roman.
- Pictorul florentin Giotto decorează "Capela Scrovignilor" de la Padova.

## Nașteri
- 8 august: Rudolf al II-lea, duce de Bavaria (d. 1353)
- Alberto al II-lea della Scala, senior de Verona (d. 1352).
- Andrea Dandolo, doge al Veneției (d. 1354)
- Sasaki Takauji, poet și războinic japonez (d. 1373).

## Decese
- 21 martie: Robert II, duce de Burgundia (n. 1248)
- 4 august: Vaclav al III-lea, rege al Boemiei, Ungariei și Poloniei (n. 1289)
- 25 decembrie: Jacopone din Todi, poet și cleric italian (n. 1236)
- Gherardo al III-lea da Camino, 65 ani, senior de Treviso (n. 1240)

- Richard of Middleton, 56 ani, teolog și filosof din Normandia, din Ordinul franciscan (n. 1249)

## Înscăunări
- 25 martie: Robert Bruce, rege al Scoției și conducător al luptei împotriva Angliei (1306-1329).